# Communauté de communes de Montaigne Montravel et Gurson
La communauté de communes de Montaigne Montravel et Gurson est une structure intercommunale française située dans le département de la Dordogne, en région Nouvelle-Aquitaine.

## Histoire
La communauté de communes est créée par un arrêté du préfet de la Dordogne, en date du 25 octobre 2012. Issue de la fusion de deux communautés de communes : du Gursonnais et de Montaigne en Montravel, elle prend effet le 1er janvier 2013. Ce nouvel ensemble comprend 18 communes, (soit 11 884 habitants selon le recensement de 2010).

## Territoire communautaire

### Géographie physique
Située à l'ouest  du département de la Dordogne, la communauté de communes de Montaigne Montravel et Gurson regroupe 18 communes et présente une superficie de 260,9 km2.

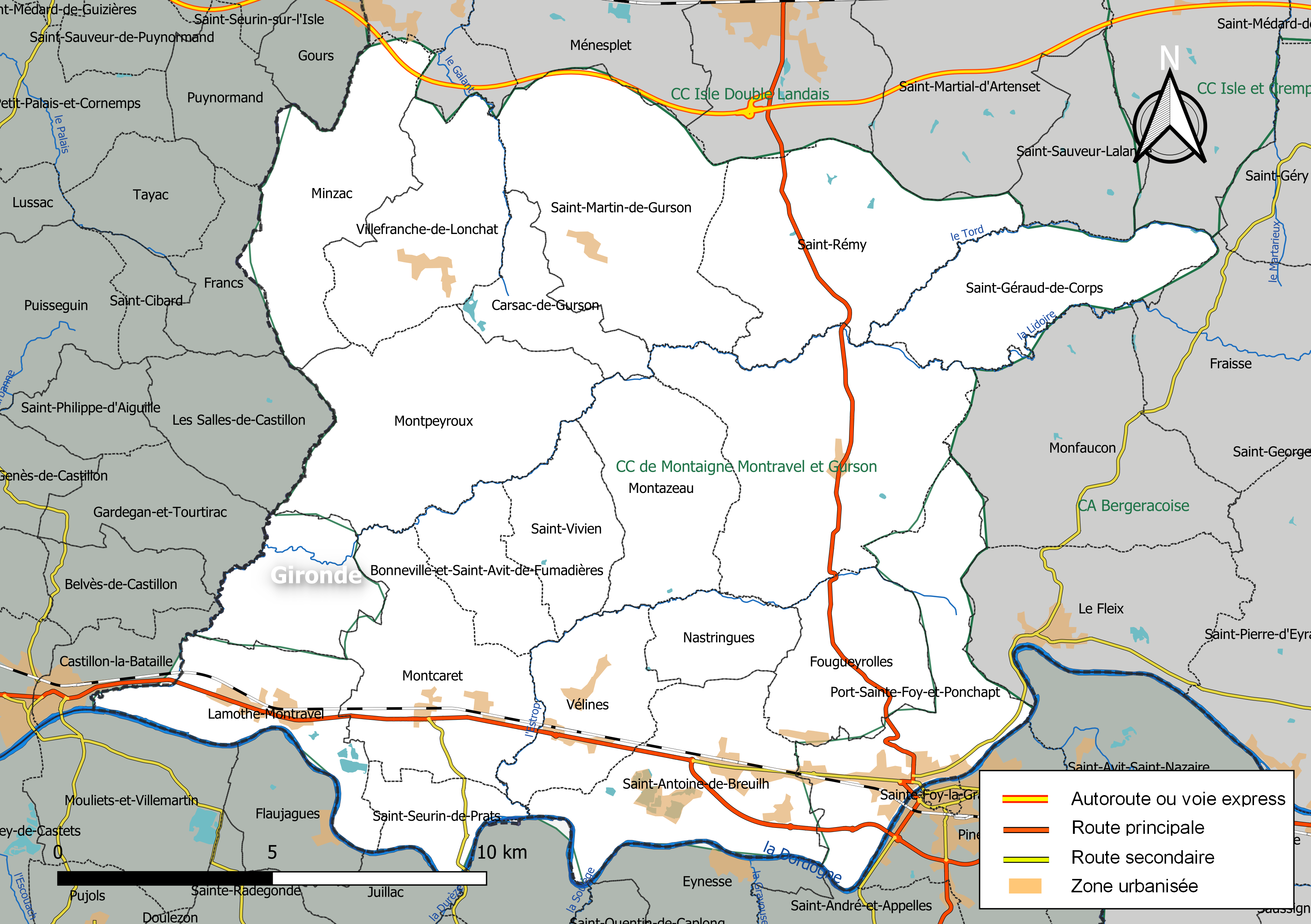
Carte de la communauté de communes de Montaigne Montravel et Gurson au 1er janvier 2019.

### Composition

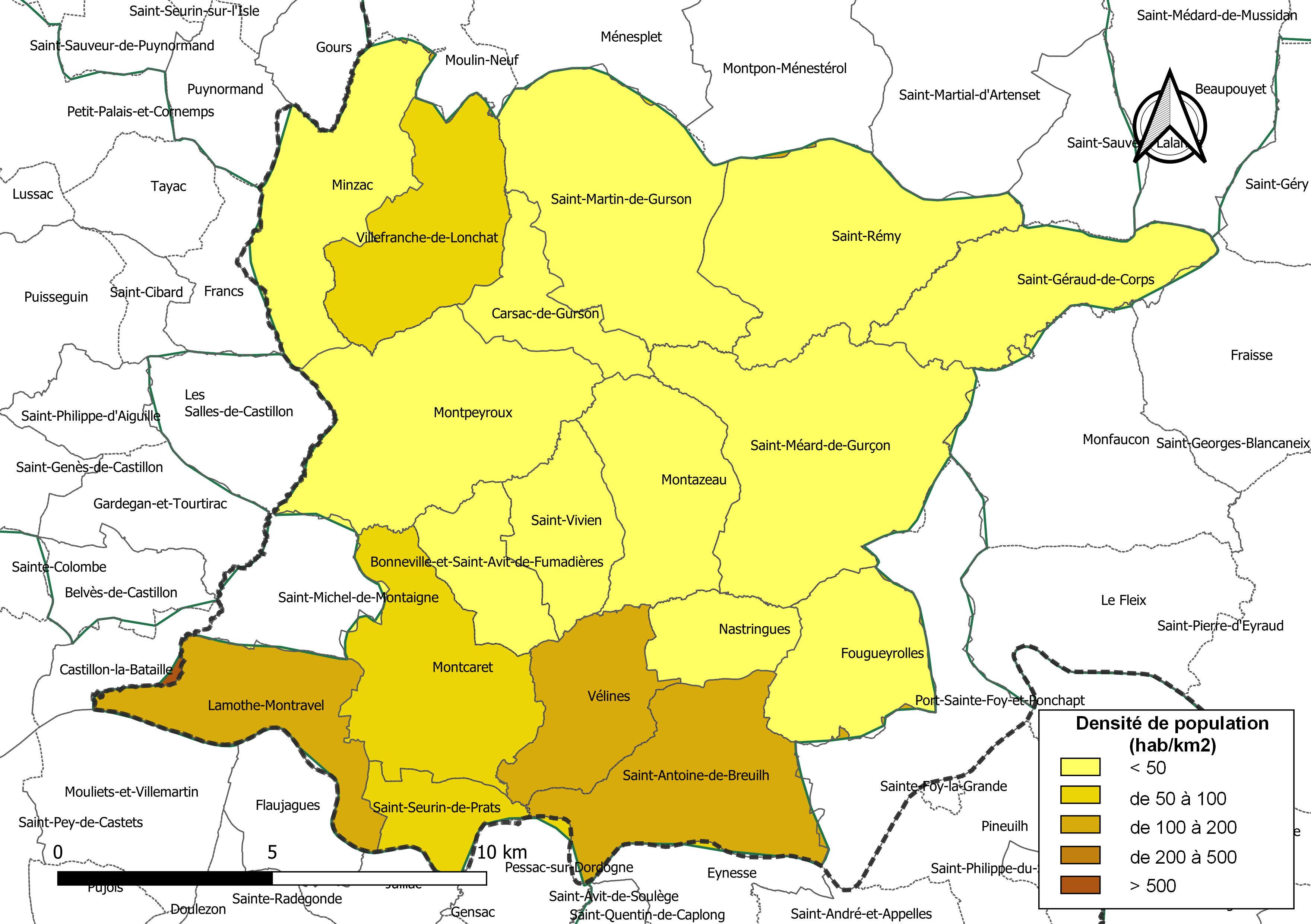
Carte des densités de population (millésimée 2016) des communes de la communauté de communes de Montaigne Montravel et Gurson. Composition en communes au 1er janvier 2019.

La communauté de communes est composée des 18 communes suivantes :

| Nom                                    | Code Insee | Gentilé         | Superficie (km2) | Population (dernière pop. légale) | Densité (hab./km2) |
| -------------------------------------- | ---------- | --------------- | ---------------- | --------------------------------- | ------------------ |
| Villefranche-de-Lonchat (siège)        | 24584      | Villefranchois  | 14,98            | 956 (2022)                        | 64                 |
| Bonneville-et-Saint-Avit-de-Fumadières | 24048      | Bonnevillois    | 7,04             | 302 (2022)                        | 43                 |
| Carsac-de-Gurson                       | 24083      | Carsacois       | 6,91             | 212 (2022)                        | 31                 |
| Fougueyrolles                          | 24189      | Fougueyrollais  | 11,45            | 454 (2022)                        | 40                 |
| Lamothe-Montravel                      | 24226      | Lamothais       | 11,63            | 1 430 (2022)                      | 123                |
| Minzac                                 | 24272      | Minzacois       | 15,91            | 495 (2022)                        | 31                 |
| Montazeau                              | 24288      | Montazelais     | 13,78            | 280 (2022)                        | 20                 |
| Montcaret                              | 24289      | Montcaretois    | 17,07            | 1 405 (2022)                      | 82                 |
| Montpeyroux                            | 24292      | Peyroumontois   | 23,37            | 502 (2022)                        | 21                 |
| Nastringues                            | 24306      | Nastringuois    | 6,22             | 135 (2022)                        | 22                 |
| Saint-Antoine-de-Breuilh               | 24370      | Saint-Antoinais | 17,82            | 1 784 (2022)                      | 100                |
| Saint-Géraud-de-Corps                  | 24415      |                 | 14,95            | 207 (2022)                        | 14                 |
| Saint-Martin-de-Gurson                 | 24454      | Saint-Martinois | 24,58            | 637 (2022)                        | 26                 |
| Saint-Méard-de-Gurçon                  | 24461      | Saint-Méarois   | 28,38            | 801 (2022)                        | 28                 |
| Saint-Rémy                             | 24494      | Saint-Rémois    | 22,26            | 502 (2022)                        | 23                 |
| Saint-Seurin-de-Prats                  | 24501      | Saint-Seurinois | 5,56             | 461 (2022)                        | 83                 |
| Saint-Vivien                           | 24514      |                 | 8,53             | 238 (2022)                        | 28                 |
| Vélines                                | 24568      | Vélinois        | 10,47            | 1 058 (2022)                      | 101                |

### Démographie
Le tableau et le graphique ci-dessous correspondent au périmètre actuel de la communauté de communes Montaigne Montravel et Gurson, qui n'a été créée qu'en 2013.
| 1968   | 1975  | 1982  | 1990   | 1999   | 2008   | 2013   | 2019   |
| ------ | ----- | ----- | ------ | ------ | ------ | ------ | ------ |
| 10 032 | 9 513 | 9 605 | 10 098 | 10 617 | 11 809 | 11 852 | 12 010 |

## Politique et administration

### Liste des présidents
| Période                              | Période  | Identité      | Étiquette   | Qualité |
| ------------------------------------ | -------- | ------------- | ----------- | --- |
| janvier 2013 (réélu en juillet 2020) | En cours | Thierry Boidé | UMP puis LR | Chef d'entreprise Maire de Saint-Géraud-de-Corps depuis 2001 Conseiller général du canton de Villefranche-de-Lonchat (2004-2015) Conseiller départemental du canton du Pays de Montaigne et Gurson (depuis 2015) |

### Représentation
Au renouvellement des conseils municipaux de mars 2020, le conseil communautaire de la communauté de communes se compose de 32 délégués représentant chacune des communes membres et élus pour une durée de six ans.
Ils sont répartis comme suit :
| Nombre de délégués | Communes                                                               |
| ------------------ | ---------------------------------------------------------------------- |
| 5                  | Saint-Antoine-de-Breuilh                                               |
| 4                  | Montcaret                                                              |
| 3                  | Lamothe-Montravel, Vélines                                             |
| 2                  | Saint-Martin-de-Gurson, Saint-Méard-de-Gurçon, Villefranche-de-Lonchat |
| 1                  | chacune des 11 autres communes                                         |

-

## Compétences
L'arrêté préfectoral no 2013088-0001 du 29 mars 2013 redéfinit les compétences de la communauté de communes :
- Développement économique.
- Aménagement de l'espace.
- Protection et mise en valeur de l'environnement.
- Logement et cadre de vie.
- Voirie d'intérêt communautaire.
- Action sociale.
- Gestion de l'assainissement non collectif.
- Santé (maisons de santé et/ou EHPAD).
- Culture et sport d'intérêt communautaire
- Autres.